# Lesotho aux Jeux olympiques
Le Lesotho participe aux Jeux olympiques depuis 1972 et a envoyé des athlètes à chaque édition depuis cette date sauf en 1976 car le pays boycotte ces jeux. Le pays n'a jamais participé aux Jeux d'hiver. 
Le pays n'a jamais remporté de médailles.
Le Comité national olympique du Lesotho a été créé en 1971 et a été reconnu par le Comité international olympique (CIO) l'année suivante.